# Live: Legend I, D, Z Apocalypse
Live: Legend I, D, Z Apocalypse — это первый видеоальбом японской каваии-метал группы Babymetal. Альбом содержит концертные видеозаписи трёх шоу под названиями Legend „I“, Legend „D“ и Legend „Z“ соответственно (по первым буквам сингла «Ijime, Dame, Zettai»), проходивших в Токио с конца 2012 по начало 2013 года. Альбом был выпущен в общую продажу в формате Blu-ray 20 ноября 2013 года.

## Предыстория
7 июля 2012 года Babymetal объявили о первом из трёх концертов, который состоялся 6 октября 2012 года на площадке Shibuya O-East, там же, где проходил концерт Legend Corset Festival для продвижения сингла «Headbangeeeeeerrrrrrrrr!!!!!». Билеты поступили в предварительную продажу с 20 августа 2012 года и были распроданы 8 сентября 2012 года. После окончания концерта группа объявила о следующих двух, назначенных на 20 декабря 2012 года в Akasaka Blitz и 1 февраля 2013 года в Zepp Tokyo, соответственно, билеты на которые сразу же поступили в предварительную продажу.
Live: Legend I, D, Z Apocalypse был впервые анонсирован одновременно с публикацией трейлера 24 сентября 2013 года. Первоначальный релиз 19 октября 2013 года состоял из трёхдискового бокс-сета DVD, ограниченного 1500 копиями, и продавался исключительно через Tower Records и в токийском магазине Beams Japan (Синдзюку). Выпуск DVD был разрекламирован в рамках фестиваля «Tower Records Shinjuku 15th Anniversary Thanksgiving — Festival of 15», и участвовал в проекте «Нет музыки, нет идола?».
Позднее, 20 ноября 2013 года, видео было выпущено на Blu-ray. Видео содержит все три концерта, которые группа дала в Токио в качестве своих первых хедлайнерских шоу (в народе их называют «one-man live», термин васей-эйго, обозначающий целый концерт, исполняемый только одним артистом): 6 октября в Shibuya O-East, 20 декабря 2012 года в Akasaka Blitz и 1 февраля 2013 года в Zepp Tokyo.
Впоследствии альбом был выпущен в виниловом формате 25 августа 2021 года в честь десятилетнего юбилея группы.

## Содержание
Группа выступила вживую в Shibuya O-East 6 октября 2012 года, начав с открывающего трека «Babymetal Death». После исполнения нескольких песен Накамото покидает сцену, а Мидзуно и Кикути дебютируют с песней «Onedari Daisakusen», выступая как Black Babymetal в чёрных куртках с капюшонами и с полотенцем в руках, выкрикивая кричалки «Katte!» (Покупай!) и "Chōdai! (Покупай!) и «Chōdai!» (Пожалуйста!). Далее Накамото исполняет новую песню «Akatsuki», при этом в выступлении акцент делается на вокальных способностях, а не на мелодии. После исполнения песни «Doki Doki ☆ Morning» трое участниц покидают сцену и, по-видимому, завершают выступление криком «До встречи!» (англ. See you!). Однако, в конце концов, участники возвращаются на сцену в гробах и впервые исполняют музыку на бис в сопровождении живой группы. После окончания исполнения песни «Ijime, Dame, Zettai», объявляется, что она будет выпущена в качестве сингла 9 января 2013 года.
Далее группа выступила в Akasaka Blitz 20 декабря 2012 года, что почти совпало с пятнадцатым днём рождения Накамото. Были исполнены три кавер-версии, включая кавер-версию песни Speed «White Love», исполненную исключительно Накамото, песню группы Karen Girl’s «Over The Future» (участником которой была Накамото) и народную песню «Tsubasa o Kudasai» на бис. Группа также исполняет ремикс на свою песню «Headbangeeeeeerrrrrrr!!!!!», содержащий элементы дабстепа. В видеоинтерлюдии объясняется, что Накамото должна спасти Мизуно и Кикути, после чего концерт заканчивается её распятием.
На последнем из трёх концертов Babymetal выступили в Zepp Tokyo 1 февраля 2013 года. В продолжение событий предыдущего концерта Накамото появляется на сцене распятой, а затем исполняет «Ijime, Dame, Zettai» вместе с Мидзуно и Кикути. На концерте группа впервые вживую исполняет песню «Catch Me If You Can», которая появилась вместе с недавно выпущенным синглом группы «Ijime, Dame, Zettai». После Накамото шепчет «We are…», а зрители кричат «Babymetal!»; это повторяется с нарастающей громкостью, пока группа не начинает исполнять «Babymetal Death» вживую. В этот момент три участницы группы облачаются в белые сценические костюмы. В конце шоу было сделано объявление о проведении ещё одного концерта в зале NHK 30 июня, а руководство группы заявило, что Babymetal останется активной и после того, как Накамото покинет Sakura Gakuin.

## Реакция
Live: Legend I, D, Z Apocalypse дебютировал в еженедельном чарте Blu-ray на Oricon на седьмом месте 2 декабря 2013 года, продажи за первую неделю составили 4 908 копий. Видеоклип также занял второе место в подчарте музыкальных видеоклипов на той же неделе.

## Список композиций
| №                   | Название | Текст песни                              | Длительность |
| ------------------- | --- | ---------------------------------------- | ------------ |
| 1.                  | «Babymetal Death»                                                                                             | Kitsune of Metal God                     | 5:50         |
| 2.                  | «iine!» (いいね！)                                                                                            | Nakata Caos Mish-Mosh                    | 4:18         |
| 3.                  | «Kimi to Anime Ga Mitai – Answer for Animation With You» (君とアニメが見たい 〜Answer for Animation With You) | Kiba of Akiba                            | 4:00         |
| 4.                  | «Uki Uki ★ Midnight» (ウ・キ・ウ・キ★ミッドナイト)                                                            | Ryu-metal Fuji-metal Nakata Caos Team-K  | 3:32         |
| 5.                  | «Onedari Daisakusen» (おねだり大作戦)                                                                         | Nakata Caos Ryu-metal Fuji-metal Team-K  | 4:51         |
| 6.                  | «Akatsuki» (紅月 -アカツキ-)                                                                                  | Nakametal Tsubometal                     | 6:30         |
| 7.                  | «Doki Doki ☆ Morning» (ド・キ・ド・キ☆モーニング)                                                             | Nakametal Norizō Motonari Murakawa       | 4:23         |
| 8.                  | «Headbangeeeeerrrrr!!!!!» (ヘドバンギャー！！)                                                                | Edometal Nakametal Narasaki              | 9:26         |
| 9.                  | «Ijime, Dame, Zettai» (イジメ、ダメ、ゼッタイ)                                                                | Nakametal Tsubometal Kxbxmetal Takemetal | 9:58         |
| Общая длительность: | Общая длительность:                                                                                           | Общая длительность:                      | 52:48        |

| №                   | Название | Текст песни                              | Длительность |
| ------------------- | --- | ---------------------------------------- | ------------ |
| 1.                  | «Babymetal Death»                                                                                            | Kitsune of Metal God                     | 5:46         |
| 2.                  | «Kimi to Anime Ga Mitai – Answer for Animation With You» (君とアニメが見たい～Answer for Animation With You) | Kiba of Akiba                            | 4:00         |
| 3.                  | «Uki Uki ★ Midnight» (ウ・キ・ウ・キ★ミッドナイト)                                                           | Ryu-metal Fuji-metal Nakata Caos Team-K  | 3:44         |
| 4.                  | «White Love» (Angel of Death ver.) (Speed cover)                                                             | Hiromasa Ijichi                          | 5:27         |
| 5.                  | «Over the Future» (Rising Force ver.) (Karen Girl's cover)                                                   | Sumiyo Mutsumi Takashi Saeki             | 4:08         |
| 6.                  | «Headbangeeeeerrrrr!!!!!» (Night of 15 mix) (ヘドバンギャー！！ -Night of 15 mix-)                           | Edometal Nakametal Narasaki              | 4:41         |
| 7.                  | «Onedari Daisakusen» (おねだり大作戦)                                                                        | Nakata Caos Ryu-metal Fuji-metal Team-K  | 4:53         |
| 8.                  | «Doki Doki ☆ Morning» (ド・キ・ド・キ☆モーニング)                                                            | Nakametal Norizō Motonari Murakawa       | 4:16         |
| 9.                  | «Iine!» (いいね！)                                                                                           | Nakata Caos Mish-Mosh                    | 4:14         |
| 10.                 | «Ijime, Dame, Zettai» (イジメ、ダメ、ゼッタイ)                                                               | Nakametal Tsubometal Kxbxmetal Takemetal | 7:44         |
| 11.                 | «Headbangeeeeerrrr!!!!!» (ヘドバンギャー！！)                                                                | Edometal Nakametal Narasaki              | 8:37         |
| 12.                 | «Tsubasa o Kudasai» (Honoo ver.) (翼をください -炎 ver.-)                                                    | Michio Yamagami Kunihiko Murai           | 4:40         |
| Общая длительность: | Общая длительность:                                                                                          | Общая длительность:                      | 62:11        |

| №                   | Название | Текст песни                              | Длительность |
| ------------------- | --- | ---------------------------------------- | ------------ |
| 1.                  | «Ijime, Dame, Zettai» (イジメ、ダメ、ゼッタイ)                                                               | Nakametal Tsubometal Kxbxmetal Takemetal | 7:23         |
| 2.                  | «Iine!» (いいね！)                                                                                           | Nakata Caos Mish-Mosh                    | 4:15         |
| 3.                  | «Kimi to Anime Ga Mitai – Answer for Animation With You» (君とアニメが見たい～Answer for Animation With You) | Kiba of Akiba                            | 4:00         |
| 4.                  | «Onedari Daisakusen» (おねだり大作戦)                                                                        | Nakata Caos Ryu-metal Fuji-metal Team-K  | 4:48         |
| 5.                  | «Akatsuki» (紅月 -アカツキ-)                                                                                 | Nakametal Tsubometal                     | 6:34         |
| 6.                  | «Uki Uki ★ Midnight» (ウ・キ・ウ・キ★ミッドナイト)                                                           | Ryu-metal Fuji-metal Nakata Caos Team-K  | 3:43         |
| 7.                  | «Catch Me If You Can»                                                                                        | Edometal Narasaki                        | 3:57         |
| 8.                  | «Doki Doki ☆ Morning» (ド・キ・ド・キ☆モーニング)                                                            | Nakametal Norizō Motonari Murakawa       | 4:21         |
| 9.                  | «Headbangeeeeerrrrr!!!!!» (ヘドバンギャー！！)                                                               | Edometal Nakametal Narasaki              | 9:09         |
| 10.                 | «Babymetal Death»                                                                                            | Kitsune of Metal God                     | 8:51         |
| 11.                 | «Ijime, Dame, Zettai» (イジメ、ダメ、ゼッタイ)                                                               | Nakametal Tsubometal Kxbxmetal Takemetal | 9:58         |
| Общая длительность: | Общая длительность:                                                                                          | Общая длительность:                      | 66:59        |

## Персоналии
Список взят из буклета Live: Legend I, D, Z Apocalypse.
- Su-metal (Судзука Накамото) — ведущий и бэк-вокал, танцы
- Yuimetal (Юи Мидзуно) — ведущий и бэк-вокал, танцы
- Moametal (Моа Кикути) — ведущий и бэк-вокал, танцы
- Араи Хироки — гитара[15]
- Ширен — гитара[16]
- Рё — басс[17]
- Шин — барабаны[18]
- Такаёси Омура — гитара[19]
- Икуо — басс[19]
- Хидеки Аояма — барабаны[20]
- Хидэфуми Усами — аранжировка[21]

## Чарты
| Чарт (2013—2021)                | Наивысшая позиция |
| ------------------------------- | ----------------- |
| Japanese Albums (Oricon)        | 150               |
| Japanese Blu-ray (Oricon)       | 7                 |
| Japanese Music Blu-ray (Oricon) | 2                 |

## История релизов
| Регион | Дата            | Формат               | Лейбл                                     | Издание(я)            | Каталог      | Прим.  |
| ------ | --------------- | -------------------- | ----------------------------------------- | --------------------- | ------------ | ------ |
| Япония | 19 октября 2013 | DVD                  | BMD Fox Records Toy's Factory Amuse, Inc. | Ограниченный бокс-сет | PPTF-1012    | [ 4 ]  |
| Япония | 20 ноября 2013  | Blu-ray              | BMD Fox Records Toy's Factory Amuse, Inc. | Стандартное           | TFXQ-78112   | [ 4 ]  |
| Мир    | 20 ноября 2013  | Цифровая дистрибуция | Toy’s Factory                             | Стандартное           | н/д          | [ 24 ] |
| Мир    | 12 апреля 2017  | Стриминговые сервисы | Amuse, Inc.                               | Стандартное           | н/д          | [ 25 ] |
| Япония | 25 августа 2021 | LP                   | BMD Fox Records Toy's Factory Amuse, Inc. | Концертный альбом     | TFJC-38061/6 | [ 22 ] |